# The Haunted
Pour les articles homonymes, voir Haunted.
The Haunted est un groupe suédois de death et thrash metal, originaire de Göteborg. Formé en 1996, le groupe d'origine se composait de Patrick Jensen (guitariste, ex-Seance puis Witchery), Jonas Björler (bassiste), Adrian Erlandsson (batteur), Anders Björler (guitariste) et Peter Dolving (chanteur, ex-Mary Beats Jane). Les frères Björler et Erlandsson venaient tous trois du groupe de death metal mélodique At The Gates, pionnier de la scène death metal dite « de Göteborg » (encore appelée melodeath).
Le groupe mélange le son des tendances metal représentées par Metallica et Forbidden, ou par des groupes comme Slayer et Dark Angel dans les années 1980, au style proprement suédois chez des groupes comme Dark Tranquillity. On y trouve également des influences de punk hardcore. Une minorité des membres, présents ou anciens, sont de Göteborg : Patrik Jensen est originaire de Linköping, Per Möller Jensen du Danemark, Adrian Erlandsson de Malmö et Marco Aro de Finlande.

## Historique

### The Haunted(1996–1999)
Le 27 juillet 1996, Patrik Jensen forme le groupe avec Adrian Erlandsson, ancien membre du groupe At the Gates. Le groupe publie son premier album, à la suite de la signature chez Earache Records, l'album éponyme The Haunted en 1998. Avant la sortie de l'album, le groupe réalise un démo, appelée Demo '97, in 1997. L'album a été reconnu notamment par la nomination de Terrorizer le qualifiant d'« album de l'année. » The Haunted gagna en réputation via leurs concerts que ce soit sur la scène suédoise ou sur la scène internationale, à la suite de leur tournée au Royaume-Uni avec Napalm Death.
Les influences thrash de Slayer se distinguent clairement sur les compositions, montrant déjà une forme d'équilibre entre death et thrash. Après la sortie de l'album, The Haunted, en 1998, Peter Dolving et Adrian Erlandsson quittent le groupe. Peter Dolving rejoindra la formation en 2003, et Adrian Erlandsson deviendra batteur du groupe Cradle of Filth.

### The Haunted Made Me Do It(2000–2003)
Marco Aro remplace Peter Dolving au chant. Son chant est plus rugueux et plus grave que celui de son prédécesseur. 
Per Möller Jensen prend la place d'Adrian Erlandsson derrière les fûts. Le deuxième album du groupe, The Haunted Made Me Do It, sort en 2000. Il est considéré comme plus mélodique et se rapproche plus du style death metal suédois que des influences thrash de l'album précédent, sûrement lié au registre de chant de Marco Aro. The Haunted Made Me Do It remporte un Grammy suédois en tant que Meilleur album de Hard Rock. Le groupe a enchaîné avec des tournées européennes avec Entombed et Nile, avec The Crown au Royaume-Uni, et avec In Flames au Japon. Le groupe joue lors de festivals comme le 2000 Decibel, le Hultsfred (les deux en Suède), le Graspop (en Belgique), et le Wacken Open Air (en Allemagne). À la suite de ces concerts, The Haunted sortent leur premier album live : Live Rounds in Tokyo.
En août 2001, le guitariste et compositeur Anders Bjöler quitte le groupe et a été remplacé temporairement par Marcus Sunesson du groupe The Crown pour la tournée The Haunted en tant que tête d'affiche. En moins d'un an, Anders Bjöler reviendra dans le groupe, lui permettant d'apparaître sur le troisième album studio.

### One Kill Wonder(2003–2004)
L'album suivant sort en février 2003 et s'intitule One Kill Wonder. L'album se hisse très vite - 5 semaines - à la première place du classement CMJ Rock Radio. Alternative Press qualifie The Haunted comme l'un des 25 groupes de métal les plus importants. L'album est également un succès dans d'autres pays. Des nouvelles tournées permettent au groupe de jouer en Australie et en Afrique du Sud pour la première fois. Le groupe tourne à nouveau au Japon et obtient à nouveau un Grammy.
Après une nouvelle série de tournées en Scandinavie, en Amérique du Nord, au Royaume-Uni et dans le reste de l'Europe à l'automne 2003, Marco Aro quitte subitement le groupe. À la suite de l'onde de choc, une réunion avec le chanteur d'origine Peter Dolving s'ouvre.
Le titre D.O.A., du troisième album, devient disponible au téléchargement en Mars 2008 pour le jeu vidéo Rock Band. Un autre titre de l'album, Shadow World est également annoncé comme futur téléchargement.

### rEVOLVEr(2004–2006)
La signature chez Century Media est un autre changement pour le groupe. Le premier album sur ce label est rEVOLVEr, sorti en octobre 2004. Il s'agit d'un album important dans la discographie du groupe : en effet, the Haunted poursuit une forme de changement dans le grain et la distorsion des guitares entrepris déjà dans l'album précédent et le retour de Peter Dolving donne un chant plus hardcore ou équivalent à la prestation du chanteur sur le premier album. Revolver a été acclamé par les fans et les critiques. Le groupe en profite pour réaliser une tournée mondiale intensive pour promouvoir l'album, notamment via un passage qu'Ozzfest de 2005. Marco Aro profite d'un concert à Stockholm pour faire une apparition en tant qu'invité.

### DeThe Dead EyeàRoadkill(2006–2009)

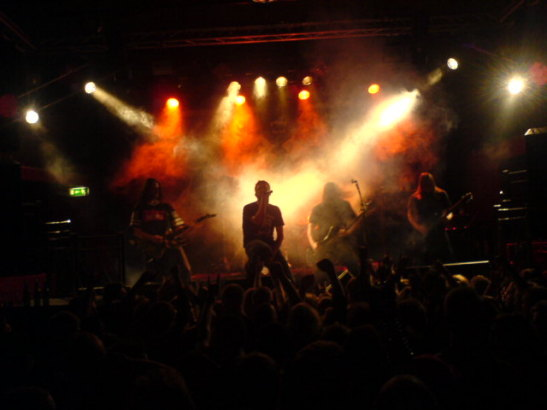
The Haunted sur scène à Karlstad en 2007.

Le cinquième album de The Haunted, The Dead Eye, est publié le 30 octobre 2006 en Europe ; il est selon la presse spécialisée, loin de faire l'unanimité à cause du chant de Dolving, notamment. Il est publié aux États-Unis le 31 octobre 2006. Ils tournent ensuite en Europe, puis avec Dark Tranquillity, Into Eternity, et Scar Symmetry à la tournée nord-américaine Metal For The Masses. Ils tournent de nouveau en Europe pour la tournée Cursed Earth avec des groupes comme Wolf, Municipal Waste, et Lyzanxia, avant de faire une pause, puis de retourner en tournée notamment en Russie,.
Leur sixième album, Versus, est publié le 17 septembre 2008 en Suède, les 19 et 24 septembre dans le reste de l'Europe, et le 14 octobre aux États-Unis. En 2009, le groupe publie Warning Shots. 

### Unseen(2010–2013)
En avril 2010, le groupe publie un album live intitulé Road Kill, puis joue avec Slayer en août 2010. Le groupe est aussi confirmé pour la bande-son du remake de Splatterhouse par Namco Bandai Games.
En 2012, Peter Dolving annonce qu'il quitte une nouvelle fois la formation. Les autres membres doivent alors se prononcer sur son éventuel remplacement ou sur l'annonce de la fin du groupe. Mais plusieurs mois après le départ de Dolving, Anders Björler et Per Moller Jensen tirent leur révérence et quittent The Haunted. Les deux membres restants sont incertains de l'avenir du groupe.
En 2013, une campagne sur Facebook est lancée pour promouvoir la venue de membres. Ce sont finalement Marco Aro (au chant), Adrian Erlandsson (à la batterie) - deux anciens membres - et Ola Englund à la guitare qui rejoignent le groupe.

### Exit Wounds(2014-2016)
Le groupe commence à écrire de nouvelles chansons pour un EP intitulé Eye of the Storm qui sera publié le 20 janvier 2014 en Europe, et le 21 janvier 2014 en Amérique du Nord. Le groupe répète avant d'annoncer sa nouvelle formation au festival 70000 Tons of Metal organisé du 27 au 31 janvier 2014.
Le 1er juillet 2014, un nouvel album, intitulé Exit Wounds, est annoncé pour le 25 août 2014 en Europe, et le 2 septembre 2014 en Amérique du Nord. La liste des titres et la couverture sont révélées le même jour.

### Strength in Numbers(depuis 2017)
Le 10 mai 2017, Century Media Records annonce que Strength in Numbers, le neuvième album studio du groupe, sortira le 25 août 2017.

## Membres

### Membres actuels
- Jonas Björler - basse (depuis 1996)
- Patrick Jensen - guitare (depuis 1996)
- Adrian Erlandsson - batterie (1996-1999, depuis 2013)
- Marco Aro - chant (2000-2003, depuis 2013)
- Ola Englund - guitare (depuis 2013)

### Anciens membres
- Peter Dolving - chant (1997-1998, 2003-2012)
- Per Möller Jensen - batterie (1999-2012)
- Anders Björler - guitare solo (1995-2012)

## Discographie
- 1998 : The Haunted
- 2000 : The Haunted Made Me Do It
- 2001 : Live Rounds In Tokyo
- 2003 : One Kill Wonder
- 2004 : rEVOLVEr
- 2006 : The Dead Eye
- 2008 : Versus
- 2009 : Warning Shots
- 2010 : Road Kill
- 2011 : Unseen
- 2014 : Exit Wounds
- 2017 : Strength in Numbers